# Well (Hampshire)
Well – wieś w Anglii, w hrabstwie Hampshire, w dystrykcie Hart. Leży 37 km na północny wschód od miasta Winchester i 64 km na południowy zachód od Londynu.